# Sarea lui Buzău
Sarea lui Buzău (monument al naturii) este o arie protejată de interes național ce corespunde categoriei a III-a IUCN (rezervație naturală de tip geologic și botanic) situată în județul Buzău, pe teritoriul administrativ al comunei Viperești.

## Localizare
Aria naturală cu o suprafață de 1,77 hectare se află în partea central-vestică a județului Buzău, pe Valea Buzăului în zona Subcarpaților de Curbură, în imediata apropiere a drumului național DN10 (Buzău - Covasna), lângă rezervația naturală Blocurile de calcar de la Bădila.

## Descriere
Rezervația naturală a fost declarată arie protejată prin Legea Nr.5 din 6 martie 2000 (privind aprobarea Planului de amenajare a teritoriului național - Secțiunea a III-a - zone protejate) și reprezintă o suprafață cu izvoare sărate, arie cu eflorescențe saline care dovedesc existența în subsol a unui masiv de sare.
Din punct de vedere floristic, în arealul ariei naturale sunt întâlnite mai multe specii vegetale halofile, printre care specia de arbust cunoscută sub denumirea de cătină de râu (Hippophaë rhamnoides L.) și o specie ierboasă de sărătură cunoscută de localnici sub denumirea populară de bălănică (Puccinellia distans).